# Безпалько Петро Васильович
Петро́ Васи́льович Безпа́лько (25 жовтня 1980, с. Поточище, Українська РСР — 29 травня 2014, м. Слов'янськ, Україна) — український правоохоронець, миротворець, спецпризначенець, старший лейтенант міліції.

## Життєпис
Петро Безпалько народився 25 жовтня 1980 року в селі Поточищі Городенківського району Івано-Франківської області. Через деякий час родина переїхала до Івано-Франківська. З 1987 до 1992 року навчався в міській загальноосвітній школі № 21. У 1998 році закінчив загальноосвітню школу-інтернат № 1. Посів перше місце у змаганнях з бальних танців, виборовши як приз путівку до міжнародного дитячого центру «Артек». По закінченні 11-го класу вступив до Івано-Франківського національного університету ім. Василя Стефаника на юридичний факультет.
З 25 листопада 1998 по 7 квітня 2000 року проходив строкову військову службу в м. Києві у Внутрішніх військах МВС України, на посадах стрільця та командира відділення. Після строкової служби протягом 5 місяців працював в охоронному підприємстві.
З 26 червня 2001 року проходив службу в органах внутрішніх справ. Закінчив Чернівецьке училище професійної підготовки працівників міліції. З грудня 2001 по квітень 2004 року проходив службу на посаді міліціонера окремої роти міліції швидкого реагування «Беркут» Управління Міністерства внутрішніх справ України в Івано-Франківській області.
З квітня 2004 року по травень 2005 року — патрульний Спеціального миротворчого підрозділу МВС України у складі міжнародних поліцейських сил Місії ООН у справах Автономного Краю Косово (UNMIK). Під час виконання службових обов'язків у Косові дістав тяжку травму, після чого тривалий час лікувався. Нагороджений медаллю ООН «На службі миру».
2006 року вступив до Київського національного університету внутрішніх справ, з 2010 року — Національна академія внутрішніх справ, яку закінчив у 2011 році.
Продовжив службу в роті міліції особливого призначення «Беркут» УМВС України в Івано-Франківській області: з грудня 2010 по травень 2012 року — інспектор групи бойової та спеціальної підготовки, з травня 2012 по березень 2014 року — заступник командира взводу. Взимку 2013—2014 років, під час подій Революції Гідності, виконував завдання з охорони громадського порядку на вулицях міста Києва.
З березня 2014 року, після розформування «Беркута», — заступник командира взводу спеціальної роти міліції УМВС України в Івано-Франківській області.
З квітня 2014-го брав участь в антитерористичній операції на сході України. Колишні «беркутівці» несли службу на блокпостах навколо захопленого російськими терористами Слов'янська, де також служили добровольці новосформованих резервних батальйонів Національної гвардії України, з якими вони були по різні сторони барикад під час протистоянь у Києві.
29 травня 2014 року Петро Безпалько разом з іншими бійцями івано-франківської спецроти міліції мав повертатись із зони проведення АТО на відпочинок. Близько 12:30, гелікоптер Мі-8МТ (борт «16») Національної гвардії України, на борту якого перебували прикарпатські правоохоронці, після злету з майданчику на горі Карачун, був обстріляний з лісосмуги та підбитий терористами з ПЗРК. Під час падіння вибухнули паливні баки. В результаті події загинуло 12 чоловік: шість військовослужбовців Національної гвардії, серед яких двоє членів екіпажу і генерал-майор Сергій Кульчицький, та шість представників спецпідрозділу МВС України з Прикарпаття: старші лейтенанти міліції Петро Безпалько і Василь Семанюк, старший прапорщик Володимир Шарабуряк, прапорщик Володимир Лисенчук, старший сержант Віктор Яков'як і старшина Петро Остап'юк. Вижив лише штурман екіпажу Олександр Макеєнко, який впав на дерева до падіння вертольоту.
1 червня в Івано-Франківську прощались із загиблими правоохоронцями, на громадянську панахиду прийшли кілька тисяч іванофранквців, весь особовий склад прикарпатської міліції, керівництво міста та області. 2 червня Петра Безпалька, Василя Семанюка і Володимира Шарабуряка поховали на території Меморіального скверу міста Івано-Франківськ неподалік від могили Героя Небесної сотні Романа Гурика.
Залишились мати Ганна Миколаївна, дружина Наталія, 2-річний син і 5-річна донька та син від першого шлюбу.

## Нагороди
- 20 червня 2014 року, за особисту мужність і героїзм, виявлені у захисті державного суверенітету та територіальної цілісності України, вірність військовій присязі та незламність духу, нагороджений орденом «За мужність» I ступеня (посмертно)[7].
- Медаль ООН «На службі миру».

## Вшанування пам'яті
- 14 листопада 2014 на Донеччині поблизу Слов'янська було урочисто відкрито і освячено перший меморіал жертвам «неоголошеної війни» на сході Україні — пам'ятний хрест, встановлений неподалік від місця, де впав збитий терористами вертоліт Мі-8МТ.[8]
- 23 грудня 2014 року в місті Івано-Франківськ на фасаді будівлі ЗОШ І-ІІІ ступенів № 28 по вулиці Чорновола, 130 (колишня школа-інтернат № 1), де навчався Петро Безпалько, відкрито анотаційну дошку на його честь[9].